# リジョブ
株式会社リジョブ（英: REJOB Co.,Ltd.) は、東京都豊島区に本社を置き、美容・ヘルスケア・介護業界特化型の求人メディア事業や業界応援メディアの運営、CSV推進プロジェクトに携わる日本のインターネット企業である。

## 概要
美容・ヘルスケア業界に特化した求人サイト「リジョブ」および介護業界に特化した求人サイト「リジョブケア」を運営している。

## 沿革
- 2009年（平成21年）9月 – オネスティグループが株式会社リジョブを設立
- 2010年（平成22年）4月 – 美容・ヘルスケア業界特化型求人サイト「リジョブ」リニューアル
- 2011年（平成23年）2月 – 東京本社移転（新宿区 アパライトビル）
- 2013年（平成25年）6月 – 東京本社移転（新宿区西新宿 斎藤ビル）
- 2014年（平成26年）6月 – 東京本社移転（新宿区西新宿 トーワ西新宿ビル）
- 2014年（平成26年）9月 – 株式会社じげんの連結子会社となる
- 2015年（平成27年）4月 – 東京本社移転（新宿区百人町 HUNDRED CIRCUS East Tower）
- 2015年（平成27年）4月 – 介護業界特化型求人サイト「リジョブ介護」事業をスタート [1]
- 2015年（平成27年）4月 – CSV推進「咲くらプロジェクト」をスタート
- 2016年（平成28年）6月 – 美容業界応援メディア「モアリジョブBeauty」正式オープン
- 2019年（平成31年）3月 – 東京本社移転（豊島区東池袋 サンシャイン60） [2]
- 2019年（平成31年）8月 – 介護・ヘルスケア業界応援メディア 「モアリジョブHealth&Care」スタート[3]
- 2020年（令和2年）1月 – ソーシャルビジョン・コーポレートロゴを刷新 [4]